# Ronald Mora
Ronald Alfredo Mora Padilla (Acosta, 18 de julio de 1961) es un exfutbolista y entrenador costarricense. Hasta el 21 de julio de 2014 fue el entrenador de la Selección de fútbol sub-20 de Costa Rica. Actualmente trabaja en las ligas menores del Municipal Santa Ana.

## Trayectoria
Inició su carrera deportiva con el Deportivo Saprissa en 1980, equipo con el que se proclama campeón en la temporada de 1982. En 1987 pasa a militar con la Liga Deportiva Alajuelense, equipo con el que conquista la Copa de Campeones de la Concacaf 1986 y donde diputa también la Copa Interamericana 1987. Luego de dos temporadas con los manudos, pasa a formar parte de la A.D. Carmelita, equipo con el que se mantiene hasta su retiro en 1992.
Como entrenador ha dirigido en la Segunda División de Costa Rica a equipos como la A.D. Carmelita, Limón Fútbol Club y el Municipal Grecia, logrando el ascenso a la Primera División de Costa Rica en tres ocasiones (1993 con la A.D. Carmelita; y en 1998 y 2010 con Limón Fútbol Club). 
En la Primera División ha estado a cargo de Limón Fútbol Club, Santos de Guápiles (logrando el subcampeonato en la temporada 2001-2002), Liberia Mía, AD Barbareña, Club Sport Herediano (logrando el subcampeonato en las temporadas 2003-2004 y Verano 2009), Club Sport Cartaginés y Puntarenas Fútbol Club.
Fuera del país ha dirigido al Deportivo Ayutla de la Segunda División de Guatemala.
Dirigió a la Selección de fútbol sub-20 de Costa Rica en su camino a la Copa Mundial de Fútbol Sub-20 de 2015, sin embargo, fue separado del cargo el 21 de julio de 2014 debido a los malos resultados en los tres primeros partidos de la eliminatoria de la UNCAF.

## Clubes

### Como jugador
| Club               | País       | Año         |
| ------------------ | ---------- | ----------- |
| Deportivo Saprissa | Costa Rica | 1980 - 1987 |
| L.D Alajuelense    | Costa Rica | 1987-1989   |
| A.D. Carmelita     | Costa Rica | 1990-1992   |

### Como técnico
| Club                    | País       | Año       |
| ----------------------- | ---------- | --------- |
| A.D. Carmelita          | Costa Rica | 1993-1995 |
| Limón F.C               | Costa Rica | 1996-1998 |
| Santos de Guápiles      | Costa Rica | 1999-2003 |
| Liberia Mía             | Costa Rica | 2003      |
| AD Barbareña            | Costa Rica | 2003      |
| C.S Herediano           | Costa Rica | 2004-2005 |
| Puntarenas F.C          | Costa Rica | 2005      |
| C.S Cartaginés          | Costa Rica | 2006-2007 |
| Santos de Guápiles      | Costa Rica | 2007      |
| Municipal Grecia        | Costa Rica | 2008      |
| C.S Herediano           | Costa Rica | 2009      |
| Limón F.C               | Costa Rica | 2010-2011 |
| Puntarenas F.C          | Costa Rica | 2012      |
| Jacó Rays Fútbol Club   | Costa Rica | 2012      |
| Deportivo Ayutla        | Guatemala  | 2012-2013 |
| ADF Siquirreña          | Costa Rica | 2013      |
| Costa Rica Sub-20       | Costa Rica | 2013-2014 |
| Jicaral Sercoba         | Costa Rica | 2015-2017 |
| A.D Juventud Escazuceña | Costa Rica | 2018-2019 |
| C.D Coatepecano         | Guatemala  | 2020      |
| Cariari Pococí          | Costa Rica | 2021-2023 |
| Limón Black Star        | Costa Rica | 2023      |

### Como Asistente Técnico
| Club                    | País       | Año       |
| ----------------------- | ---------- | --------- |
| A.D Juventud Escazuceña | Costa Rica | 2014-2015 |
| Curridabat Fútbol Club  | Costa Rica | 2017-2018 |
| Municipal Santa Ana     | Costa Rica | 2023-2025 |

## Palmarés

### Como jugador
| Título                         | Club               | País       | Año  |
| ------------------------------ | ------------------ | ---------- | ---- |
| Primera División de Costa Rica | Deportivo Saprissa | Costa Rica | 1982 |
| Concacaf Liga Campeones        | L.D Alajuelense    | Costa Rica | 1986 |

### Como técnico
| Título                         | Club           | País       | Año  |
| ------------------------------ | -------------- | ---------- | ---- |
| Segunda División de Costa Rica | A.D. Carmelita | Costa Rica | 1995 |
| Segunda División de Costa Rica | A.D Limonense  | Costa Rica | 1998 |
| Segunda División de Costa Rica | Limón F.C      | Costa Rica | 2010 |